# عقد 1550
عقد 1550 هو عقد امتد بين 1 يناير 1550 و31 ديسمبر 1559 بحسب التقويم الميلادي. سبقه عقد 1540 ولحقه عقد 1560.

## أحداث
- فتح بجاية (1555)
- فتح تيميشوارا (1552)
- معركة سانت كينتان (1557)
- قرار مجلس الأمن التابع للأمم المتحدة رقم 1559 (1559)
- صلح أوغسبورغ (1555)
- ثورة ويات (1554)
- فتح مسقط (1552)
- معاهدة كاتو - كامبريسيس (1559)
- معركة بونزا (1552)
- معركة مارشيانو (1554)
- معاهدة أماسيا (1555)

## مواليد
- ماري إليونور من كليفز (1550)
- ماريا آنا من بافاريا (1551)
- هنري الأول، دوق غيس (1551)
- أبو الفضل بن مبارك (1551)
- كارين مونستودر (1550)
- روبرت بيك الكبير (1551)
- شارل التاسع ملك فرنسا (1550)
- جون دافيز (1550)
- كارل التاسع (1550)
- عبد الحق الدهلوي (1551)
- ألونسو بيريث دي غوثمان إي سوتومايور (1550)

## وفيات
- كلود، دوق غيس (1550)
- تابينشويهتي (1550)
- فرانسواز دي ألونسون (1550)
- القاص ميرزا (1550)
- جورج بنز (1550)
- باولو جيوفيو (1552)
- بيتر كويكه فان أيلست (1550)

## كتب
- Yves Denis Papin (1998). Chronologie de l'histoire ancienne. Lieu de publication non identifié: Éditions Jean-paul Gisserot. ISBN:2-87747-346-5. OCLC:40746926. مؤرشف من الأصل في 2022-03-16.
- موسوعة حضارة العالم (2002) لأحمد محمد عوف.

## روابط خارجية
- تصفح سنة بسنة عقد 1550 على موقع onthisday.com
- تصفح سنة بسنة عقد 1550 ابتداءً من سنة عقد 1550 على موقع المكتبة الوطنية الفرنسية